# NK Mladost Garevac
Nogometni klub Mladost Garevac (NK Mladost Garevac; NK Mladost; Mladost; Mladost Garevac) je bio nogometni klub iz Garevca, općina Modriča, Republika Srpska, Bosna i Hercegovina.

## O klubu
NK "Mladost" je osnovana 1952. godine.  Natjecala se u ligama pod organizacijom nogometnih saveza iz Doboja i Brčkoga. 
 
Zbog rata u BiH, okupacije i protjerivanja hrvatskog stanovništva iz Garevca, klub se 1992. godine gasi.

## Unutrašnje poveznice
- Garevac

## Vanjske poveznice
- garevac.info, NK Mladost Garevac - Mladost sa zelenog travnjaka  Arhivirana inačica izvorne stranice od 6. kolovoza 2019. (Wayback Machine)